# Collateral Damage (episodio de Falling Skies)
Collateral Damage es el segundo episodio y estreno de la tercera temporada de la serie de drama y ciencia ficción de TNT, Falling Skies; fue escrito por Bradley Thompson y David Weddle y dirigido por James Marshall y salió al aire el 9 de junio de 2013 en Estados Unidos, como parte del estreno de dos horas junto a On Thin Ice.
Con la hostilidad creciendo entre la resistencia y los invasores, Tom enlista a un especialista nuclear conocido como "El Rey Rata" para idear un plan para quitar a los alienígenas del poder. Mientras continúa la sospecha de que alguien dentro de la resistencia es un traidor, Tom y sus líderes a toman una drástica decisión que pone en peligro la confianza en el grupo. Por otra parte, Anne tiene la sensación de que no todo está bien con su hija recién nacida.

## Argumento
En una expedición, Ben y Denny descubren que los Espheni han reactivado una planta nuclear para fabricar combustible para hacer funcionar a los Mega Mechs y lo informan a la resistencia. Tom, Weaver y Porter acuerdan volar la planta pero se encuentran con el riesgo de la lluvia ácida y causar un desastre nuclear como el que ocurrió en Chernóbil, entonces Tom pide encontrar a un experto en energía nuclear que pueda ayudarlos a evitarlo. Marina sugiere a Tom hablar con el doctor Roger Kadar, quien es el encargado de abastecer de energía eléctrica y que hizo un trato con el anterior presidente, Arthur Manchester; en donde acordaron que Kadar abastecería de energía eléctrica a la ciudad y el gobierno se encargaría de brindarle todo lo necesario para sobrevivir en el sótano, debido a que Kadar sufre de agorafobia. Tom y Weaver, acompañados por Marina desciende hasta el laboratorio de para explicarle la situación y ver si tiene algún plan para evitar el desastre. Kadar los escucha y les dice que lo que le piden es difícil y que pensará en algo para ayudarles.
Mientras tanto, Hal siente celos cuando descubre a Lars coqueteando con Maggie. Ella se acerca a él e intenta explicarle que Lars es sólo un buen amigo, pero Hal cree que incluso han tenido relaciones sexuales. Maggie le aclara que eso no es verdad y que ella no le oculta nada pero sospecha que él sí, ya que está segura de que Karen le ha hecho algo y que él también lo sabe y está ocultándoselo a todo el mundo. Pero Hal no dice nada más y Maggie se va molesta.
Por otra parte, Anne se ve sorprendida cuando su hija Alexis, de una semana de edad, la llama "mamá" y se esconde bajo la cama. Tom entra y Anne intenta explicarle lo que acaba de ocurrir con la niña, pero Tom parece no seguir la idea y entonces piensa que tal vez haya sido producto de su imaginación. Más tarde, en el hospital, Lourdes comienza a hablarle un poco sobre su hija y nota que Anne se siente un poco incómoda con el tema y le pregunta si está bien, a lo que Anne responde que sí lo está pero prefiere ir a revisar a sus pacientes, dejando a Lourdes algo confundida.
Tom, Weaver y Marina vuelven a reunirse con Kadar, quien les comenta que tiene un plan para destruir la planta sin dañar el reactor nuclear poniendo explosivos en lugares estratégicos del lugar. Tom y Weaver le piden que vaya con ellos pero él se niega, entonces Marina le pide que lo haga para evitar que mueran más niños, lo que parece convencerlo.
Matt y dos de sus amigos llegan hasta uno de los edificios abandonados de la ciudad y encienden un explosivo que hace movilizarse a la patrulla de la resistencia, pues la explosión provocó pánico entre la gente por temor a un ataque de los Espheni. Anthony lleva a Matt hasta donde se encuentra Anne, que lo reprende por sus acciones y porque descubre que ha estado ausentándose de clases los últimos cuatro años y ha incumplido con sus tareas desde tiempo antes: entonces Matt le exige que no intente comportarse como si fuese su madre porque no lo es. Anne se siente herida por las palabras del chico y le pide a Anthony que lo lleve a la escuela porque tendrá dos horas de castigo toda la semana por su comportamiento.
Tom se reúne con la 2nd Mass para explicar el plan que les permitirá acercarse a la planta nuclear para destruirla. Poco después de marcharse, el espía entra a la sala de juntas y con la ayuda de uno de los bichos, hace llegar el plan a los Overlords, que mandan a un par de Mechs para emboscar a la resistencia. Mientras Weaver y sus hombres junto a Los Berserkers de Pope se enfrentan a los Mechs, se revela que el verdadero plan es que Tom, Kadar, Maggie, Lars, Anthony y otros entrasen por la puerta principal para colocar los explosivos, mientras que Tector y Hal van en auxilio del resto de la resistencia. Una vez allí, Tom y sus acompañantes son atacados por los niños con arneses que comienzan a dispararles. Cuando por fin logran que los niños se replieguen, se dan cuenta de que uno de ellos ha sido herido y pide a su madre para más tarde morir, sin embargo, otro de los niños ataca a Lars hiriéndolo gravemente. Tom pide a uno de sus hombres que lleve a Lars de regreso al refugio para que pueda recibir atención médica.
Cuando por fin logran entrar, Anthony coloca los explosivos mientras Tom y Kadar entrar a desactivar el reactor; Tom se ve obligado a hacerlo ya que mientras fueron atacados por otros niños en el interior de la planta, Kadar perdió sus anteojos y sin ellos no puede ver. Cuando por fin logran su cometido, salen de la planta y activan los explosivos, logrando mantener el reactor a salvo. Mientras tanto, Hal y Tector llegan para ayudar a los combatientes a derrotar a los Mechs que los habían emboscado. Pope le reclama a Weaver el hecho de que Tom esté arriesgando a los combatientes mientras los Volm están a salvo en Charleston.
De regreso en Charleston, Anne le informa a Tom que Lars fue infectado por un extraño virus y que le quedan pocas horas de vida: entonces él, Weaver, Maggie y Hal entran para despedirse de él. Matt busca a Tom para preguntarle si está enterado sobre lo ocurrido más temprano y para preguntarle si es necesario que vuelva a la escuela. Tom dice que es necesario prepararse para el futuro pues la guerra acabará un día y es necesario tener gente preparada para ayudar a reconstruir el mundo. Matt también le confiesa que fue grosero con Anne y le pide un consejo sobre lo que debe hacer y Tom le dice que hable con ella. Matt va en busca de Anne y se disculpa por su comportamiento y Anne acepta la disculpa del chico; Matt le pide a Anne su permiso para poder llamarla mamá; Tom entra y los tres observan a la pequeña Alexis, quien está durmiendo, Matt hace la observación de que la niña nunca llora y Tom dice que parece ser especial.
Finalmente, cuando Weaver y Tom celebran su victoria, Cochise les informa que ha recibido noticias de que los Espheni planean un ataque a gran escala contra la ciudad para hacerles saber que no los han derrotado y cuando Maggie despierta sola en su habitación, sale en busca de Hal en el bosque donde lo encuentra caminando en trance y lo despierta. Entonces le pide que se dé cuenta de que vuelve a caminar y él se sorprende al verse de pie sin ayuda. Maggie le dice que es mejor regresar a la ciudad y entonces se revela que Karen estaba oculta esperándolo junto a un Skitter.

## Elenco
| - Noah Wyle como Tom Mason. - Moon Bloodgood como Anne Glass. - Drew Roy como Hal Mason. - Connor Jessup como Ben Mason. - Will Patton como Capitán Weaver. - Maxim Knight como Matt Mason. - Seychelle Gabriel como Lourdes Delgado. - Sarah Sanguin Carter como Maggie. - Mpho Koahu como Anthony. - Colin Cunningham como John Pope. - Doug Jones como Cochise. | - Ryan Robbins como Tector Murphy. - Brad Kelly como Lyle. - Luciana Carro como "Crazy" Lee. - Jared Keeso como Lars. - Megan Danso como Denny. - Dylan Schmid. - Jessy Schram como Karen Nadler. - Gloria Reuben como Marina Peralta. - Dale Dye como Coronel Porter. - Robert Sean Leonard como Roger Kadar. |

## Recepción

### Recepción de la crítica
Chris Carabott de IGN dio críticas mixtas al episodio, resaltando el ataque y destrucción de la planta nuclear y la muerte del niño con arnés como puntos positivos y la actitud de los Berserkers y Poe y el intento de Matt por llamar la atención como puntos negativos, aun así, le dio una puntuación de 7.7, calificándolo de bueno y añadió: «La segunda hora del estreno no acaba de llevar el impulso que tuvo la primera. Mientras todos los elementos nuevos de la serie siguen ahí, la misión de fallar para emocionar en la que se embarca Tom y el regreso del drama familiar con Matt intentando volar un edificio parece un poco infantil».

### Recepción del público
En Estados Unidos, Collateral Damage fue visto por 4.21 millones de espectadores, de acuerdo con Nielsen Media Research, convirtiéndose en el estreno de temporada con menor audiencia en la historia de la serie.